# スクリーチ (マスコットキャラクター)

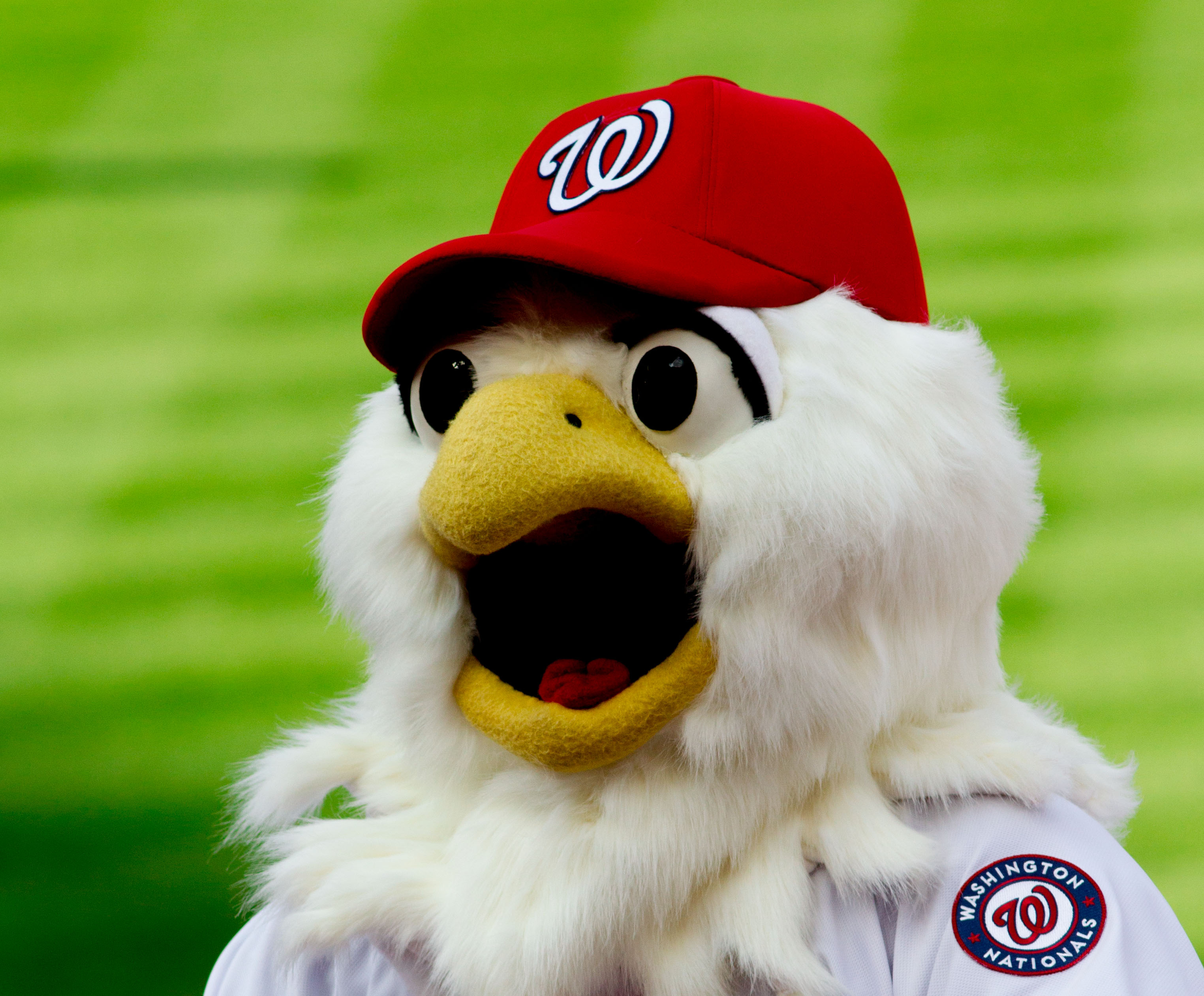

スクリーチ（Screech）は、MLB・ワシントン・ナショナルズの球団マスコットキャラクターである。
モチーフはハクトウワシ。

## 概要・特徴
モントリオール・エクスポズがワシントンD.C.に移転してワシントン・ナショナルズに改称した2005年4月17日に当時の本拠地RFKスタジアムにて行われた"キッズ・オープニングデー"でスクリーチは卵から孵化して誕生した。デビュー当初は幼い姿だったが、2009年に成長した現在のデザインにリニューアルされた。

## プロフィール
球団公式ホームページによるプロフィールは以下の通り。
- 生年月日：2005年4月17日
- 生息地：ワシントンD.C.
- ポジション：10人目の野手
- 打席：Fly at Night
- 利き腕：Parties
- 好きな食べ物：Gummy Worms（ミミズの形をしたグミ）
- 好きな場所：Nats Town
- 好きなバンド：The Eagles
- 好きな歌：Fly Like an Eagle
- 背番号：00